# Esmoulières
Esmoulières ist eine französische Gemeinde mit 97 Einwohnern (Stand: 1. Januar 2022) im Département Haute-Saône in der Region Bourgogne-Franche-Comté. Die Bewohner werden Mourérots und Mourérotes genannt.

## Geographie
Esmoulières liegt auf einer Höhe von 580 m über dem Meeresspiegel, 5 Kilometer ostnordöstlich von Faucogney-et-la-Mer und etwa 44 Kilometer nordöstlich der Stadt Vesoul (Luftlinie). Das Dorf erstreckt sich im äußersten Nordosten des Departements, auf dem Plateau des Mille Étangs in den südwestlichen Vogesen, zwischen den Tälern von Breuchin und Beuletin.

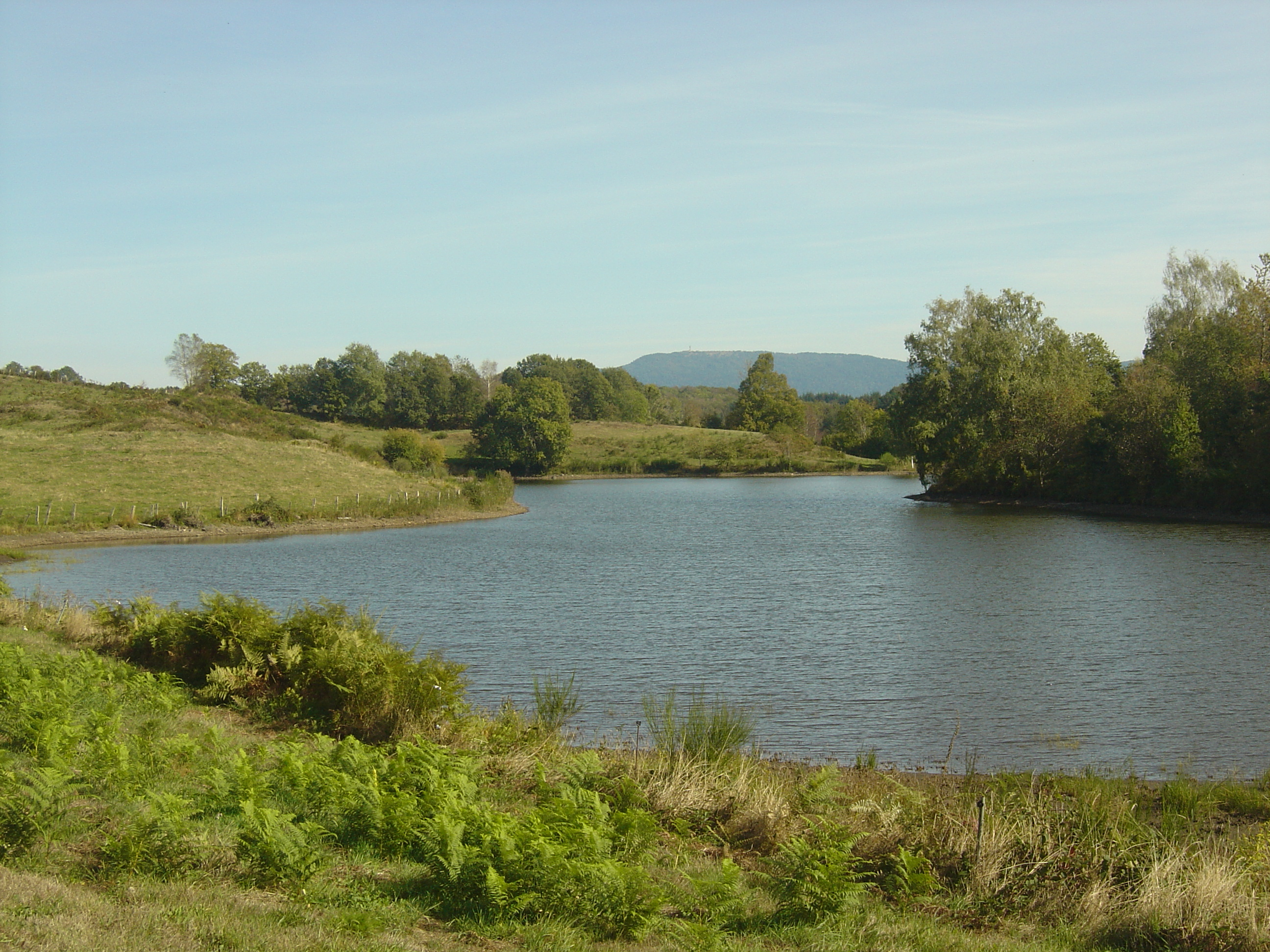
See nahe Esmoulières

Die Fläche des 20,11 Quadratkilometer großen Gemeindegebiets umfasst einen Abschnitt der Plateaulandschaft am Südwestrand der Vogesen. Der Hauptteil des Gebietes wird vom Plateau des Mille Étangs eingenommen, das gegen Nordosten leicht ansteigt. Mit 674 m wird auf der Höhe von Le Fléchot die höchste Erhebung von Esmoulières erreicht. Das Plateau zeigt ein lockeres Gefüge von Wald, Weideland, Heidelandschaften und Mooren. Es erreicht eine mittlere Höhe von 600 m. In Muldenlagen befinden sich zahlreiche kleine Seen, die überwiegend natürlichen Ursprungs sind und während der Eiszeit durch Gletscherschliff entstanden. Einige wurden auch aufgestaut und dienen zur Fischzucht.
In das Plateau ist das Tal des Beuletin rund 100 Meter tief eingesenkt. Die steilen Hänge sind überwiegend bewaldet. Sie werden durch die Taleinschnitte verschiedener kurzer Seitenbäche untergliedert, darunter der Ruisseau de la Saulotte und der Ruisseau de la Ferme Vilory (mit dem Wasserfall Cascade du Brigandoux). Der Beuletin sorgt für die Entwässerung nach Westen zum Breuchin. In geologisch-tektonischer Hinsicht bestehen die Höhen teils aus Sedimenten, die während der Lias abgelagert wurden, teils tritt das kristalline Grundgestein zutage. Auf den Höhen wie auch in den Tälern finden sich Ablagerungen des Quartärs. Das gesamte Gemeindegebiet gehört zum Regionalen Naturpark Ballons des Vosges.
Zu Esmoulières gehören neben dem eigentlichen Ort mehrere Weiler und zahlreiche Gehöfte, darunter:
- Évouhey (605 m) auf dem Plateau des Mille Étangs
- Saphoz (380 m) im Tal des Beuletin
- Beulotte-la-Guillaume (423 m) im Tal des Beuletin

Nachbargemeinden von Esmoulières sind La Longine und Corravillers im Norden, Beulotte-Saint-Laurent und Servance-Miellin mit Servance im Osten, Faucogney-et-la-Mer im Süden sowie Amont-et-Effreney im Westen.

## Geschichte
Überreste eines neolithischen Siedlungsplatzes weisen auf eine sehr frühe Besiedlung des Gebietes hin. Im Mittelalter gehörte Esmoulières zur Freigrafschaft Burgund und darin zum Gebiet des Bailliage d’Amont. Die lokale Herrschaft hatten die Herren von Faucogney inne. Zusammen mit der Franche-Comté gelangte der Ort mit dem Frieden von Nimwegen 1678 definitiv an Frankreich. Heute ist Esmoulières Mitglied des Gemeindeverbandes Les 1000 étangs. Die Gemeinde besitzt keine eigene Kirche; die Gläubigen gehören zur Pfarrei Faucogney-et-la-Mer.

## Bevölkerung
| Jahr                       | 1962 | 1968 | 1975 | 1982 | 1990 | 1999 | 2006 | 2013 | 2020 |
| Einwohner                  | 278  | 236  | 193  | 182  | 157  | 122  | 103  | 99   | 97   |
| Quellen: Cassini und INSEE |      |      |      |      |      |      |      |      |      |

Mit 97 Einwohnern (1. Januar 2022) gehört Esmoulières zu den kleinen Gemeinden des Départements Haute-Saône. Während des gesamten 20. Jahrhunderts wurde ein kontinuierlicher Bevölkerungsrückgang verzeichnet (1881 wurden noch 888 Personen gezählt).

## Wirtschaft und Infrastruktur
Esmoulières ist noch heute ein vorwiegend durch die Landwirtschaft (Milchwirtschaft und Viehzucht, etwas Ackerbau) und die Forstwirtschaft geprägtes Dorf. Außerhalb des primären Sektors gibt es nur wenige Arbeitsplätze im Ort. Einige Erwerbstätige sind deshalb Pendler, die in den größeren Ortschaften der Umgebung ihrer Arbeit nachgehen.
Die Ortschaft liegt abseits der größeren Durchgangsachsen an einer Departementsstraße, die von Faucogney-et-la-Mer nach Ramonchamp führt. Eine weitere Straßenverbindung besteht mit Amont-et-Effreney.